# Short Scylla
Lo Short Scylla era un aereo da trasporto passeggeri quadrimotore biplano sviluppato dall'azienda aeronautica britannica Short Brothers nei primi anni trenta.

## Storia del progetto
Nei primi anni trenta la compagnia aerea britannica Imperial Airways emise una specifica per la fornitura di un nuovo modello da utilizzare sulle rotte che univano Londra alle principali capitali europee. A tal fine la Short Brothers avviò lo sviluppo di un velivolo sviluppato a partire dall'idrovolante Short Kent riutilizzando le superfici portanti e di controllo abbinandole ad una nuova fusoliera, in luogo dello scafo del precedente modello, dotata di scompartimento in grado di accogliere 39 passeggeri in un ambiente lussuoso.
Furono due gli esemplari costruiti: lo Scylla, immatricolato G-ACJJ, e il Syrinx (G-ACJK).

## Tecnica
Il velivolo aveva una configurazione biplana ed era di costruzione interamente metallica. L'apertura alare era di 31,44 m. I motori erano quattro Bristol Jupiter XFBM montati sulle strutture verticali che univano l'ala superiore a quella inferiore. Sia l'ala superiore che quella inferiore erano dotate di alettoni. Le superfici di coda erano composte da un grande timone verticale unito a piani di coda orizzontali posizionati a circa un quarto dell'altezza del timone. Lo Scylla in origine era dotato di una equilibratura aerodinamica di alcune superfici che rendeva più leggera la manovra delle superfici di coda. Per un breve periodo di tempo venne sperimentato anche un sistema automatico per l'azionamento del timone.
Il carrello principale era del tipo fisso. Le gambe principali avevano una ruota ciascuna ed avevano una struttura a tre bracci diagonali, due dei quali collegati alla parte superiore della fusoliera mentre la terza era posta più in basso. Il ruotino di coda era singolo.
Le gondole motori potevano ospitare diversi tipi di motore. Oltre ai Jupiter potevano essere montati i Bristol Pegasus o i Perseus senza che ci fosse bisogno di modifiche. Questa caratteristica permise di montare due Perseus IIL al posto dei due Jupiter interni sul Syrinx migliorandone così le prestazioni.
In seguito il Syrinx fu ricostruito dopo un incidente avvenuto su un raccordo dell'aeroporto di Bruxelles e venne dotato di quattro Pegasus XC.

### Nota sulle motorizzazioni
I due velivoli, il G-ACJJ Scylla e il G-ACJK Syrinx, hanno avuto, in tempi differenti, tre diverse motorizzazioni:
- Quattro motori radiali Bristol Jupiter XFBM a stella singola da 595 hp (444 kW) ciascuno.
- Due radiali Bristol Jupiter XFBM da 595 hp (444 kW) come motori esterni e due radiali Bristol Perseus IIL dotati di valvole a fodero da 540 hp (400 kW) come motori interni.
- Quattro Bristol Pegasus XC da 660 hp (492 kW) ciascuno.

## Impiego operativo
Entrambi gli esemplari costruiti furono impiegati dalla Imperial Airways fino alla sua fusione con la British Overseas Airways Corporation (BOAC), avvenuta nel 1939, per venire ritirati dal servizio nel 1940.

## Utilizzatori
Regno Unito
- BOAC
- Imperial Airways

### Pubblicazioni
- (EN) The Short "Scylla", in Flight, 5 aprile 1934,  pp. 327-34. URL consultato il 12 maggio 2012.